# Paulo Niemeyer
Paulo Niemeyer Soares (Rio de Janeiro, 14 de abril de 1914 — 10 de março de 2004) foi um neurocirurgião brasileiro e o fundador e primeiro presidente da Liga Brasileira de Epilepsia.
Ao longo dos anos, Niemeyer foi testemunha e agente da evolução da medicina no século XX. Foi a competência do melhor neurocirurgião brasileiro que levou três presidentes do Brasil a procurá-lo. Niemeyer tratou de Costa e Silva, operou Amália Lucy (filha de Ernesto Geisel) e João Figueiredo.
Criado em uma família de católicos, Paulo Niemeyer foi educado em casa até os 11 anos. Com essa idade, ele foi matriculado no Lycée Français (Lycée Moliére), em Laranjeiras. Em 1930 ingressou na Faculdade de Medicina da UFRJ, então no campus da Praia Vermelha. Tinha 17 anos quando foi trabalhar na Santa Casa de Misericórdia, no Rio de Janeiro, em 1931. Em 1939, passou em primeiro lugar no concurso para a Assistência Pública, onde criou o serviço de neurocirurgia. Em 1945, Niemeyer introduziu no Brasil a angiografia cerebral e a radiografia das artérias cerebrais.
Ocupou vários postos na Santa Casa até chegar ao cargo de provedor, a autoridade máxima da instituição, jamais recebendo um centavo por seus serviços no hospital. “Costumamos dizer que é o espírito de misericórdia que nos move, de fazer algo pelo doente, além do interesse de aprender e de ensinar”, teria dito.
Foi eleito membro da Academia Nacional de Medicina em 1981, sucedendo Raul Pitanga Santos na Cadeira 23, que tem Maciel Monteiro como patrono.
O Dia Nacional do Neurocirurgião, 14 de abril, foi criado em sua homenagem por sua extensiva contribuição a medicina brasileira. Embora não tenha sido o primeiro neurocirurgião do país, Niemeyer destacou-se por sua capacidade de modernizar as técnicas utilizadas na especialidade. Sua dedicação e inovação deixaram um legado duradouro, inspirando gerações de profissionais da saúde.
Paulo Niemeyer morreu em 10 de março de 2004 aos 89 anos de idade, de infarto agudo do miocárdio. Estava internado havia seis dias no Hospital Samaritano, no Rio de janeiro, para onde foi levado depois de sentir dores no peito. O corpo foi velado na capela 2 do cemitério São João Batista e cremado no cemitério do Caju.